# Sawako Agawa
Pour les articles homonymes, voir Agawa.
Sawako Agawa (阿川 佐和子, Agawa Sawako), née le 1er novembre 1953, est une écrivaine et présentatrice de télévision japonaise.

## Jeunesse
Sawako Agawa naît à Tokyo le 1er novembre 1953. Son père est le romancier Hiroyuki Agawa ; son frère ainé Naoyuki Agawa est également écrivain, ancien diplomate professeur de droit à l'université Keiō depuis 1999.
Après obtention de son diplôme du lycée Toyo Eiwa, Agawa entre à l'université Keiō où elle étudie l'historiographie occidentale.

## Carrière
Agawa commence sa carrière à la télévision japonaise, d'abord comme journaliste puis comme un lectrice de nouvelles. Elle apparaît dans différents programmes, y compris des débats télévisés, des programmes de jeux et des entretiens sur les spectacles.

## Doublage
- 2023 : Le Garçon et le Héron (君たちはどう生きるか, Kimi-tachi wa dō ikiru ka?) de Hayao Miyazaki